# Louis XIII
Louis XIII (französische Aussprache: [lwi tʁɛz]) ist ein Cognac, der von Rémy Martin produziert wird, einem Unternehmen mit Hauptsitz in Cognac, Frankreich, das sich im Besitz von Rémy Cointreau befindet. Der Name wurde als Hommage an König Ludwig XIII. von Frankreich gewählt, den amtierenden Monarchen, als sich die Familie Rémy Martin in der Cognac-Region niederließ. Er war der erste Monarch, der Cognac als eigenständige Kategorie in der Welt der Eau-de-Vie erkannte.
Louis XIII Cognac wird in der Grande Champagne Region Cognac hergestellt, vom Anbau der Trauben bis zur Destillation und Reifung der Eau-de-vie. Die endgültige Mischung besteht aus bis zu 1.200 einzelnen Eau-de-vie aus Grande Champagne-Weinbergen, die von mindestens 50 bis 100 Jahren reichen.

## Geschichte

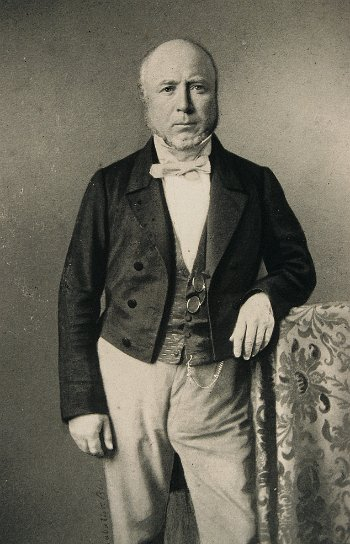
Paul-Emile Rémy Martin

Die Ursprünge von Louis XIII Cognac beginnen mit der Gründung des Hauses in der Cognac-Region in den frühen 1700er Jahren. 1841, nach mehr als einem Jahrhundert Cognacproduktion, übernahm Paul-Emile Rémy Martin die Kontrolle über das Geschäft und begann, die Cognacs des Hauses unter dem Familiennamen zu verkaufen.
Paul-Emile brach aus der Tradition und begann, seine Cognacs abzufüllen, anstatt sie weiterhin am Fass zu verkaufen. 1874 begann er, eine Mischung seiner besten 100 % Grande Champagne Cognacs in einer verzierten Karaffe zu verkaufen. Obwohl ursprünglich als Grande Champagne Very Old - Age Unknown bezeichnet, wurde diese besondere Mischung und ihre Flasche später als Louis XIII bekannt.

## Herstellung
Die Branntweine für Louis XIII stammen immer noch ausschließlich aus dem Grande Champagne Cru von Cognac. Diese Region in Cognac zeichnet sich durch ihre Kalksteinzusammensetzung aus, die als ideal für die Trauben gilt, die bei der Cognac-Produktion verwendet werden. Der Alterungsprozess findet ausschließlich in 100 bis 150 Jahre alten Tierçons statt, dünnwandigen französischen Eichenfässern, die ursprünglich für den Seeverkehr entwickelt wurden und nicht mehr hergestellt werden.

Seit 1874 hat jede Generation von Kellermeistern die ältesten und besten Eau-de-vie für Louis XIII aus den Kellern des Hauses ausgewählt. Da der Kellermeister vielleicht nie die endgültige Mischung schmeckt, für die einige dieser Branntweine bestimmt sind, muss jeder Kellermeister auch einen Nachfolger sorgfältig ausbilden. Der derzeitige Kellermeister des Hauses, Baptiste Loiseau, trat als Auszubildender des vorherigen Kellermeisters bei und übernahm dann 2014 im Alter von 34 Jahren die Position des Kellermeisters. 

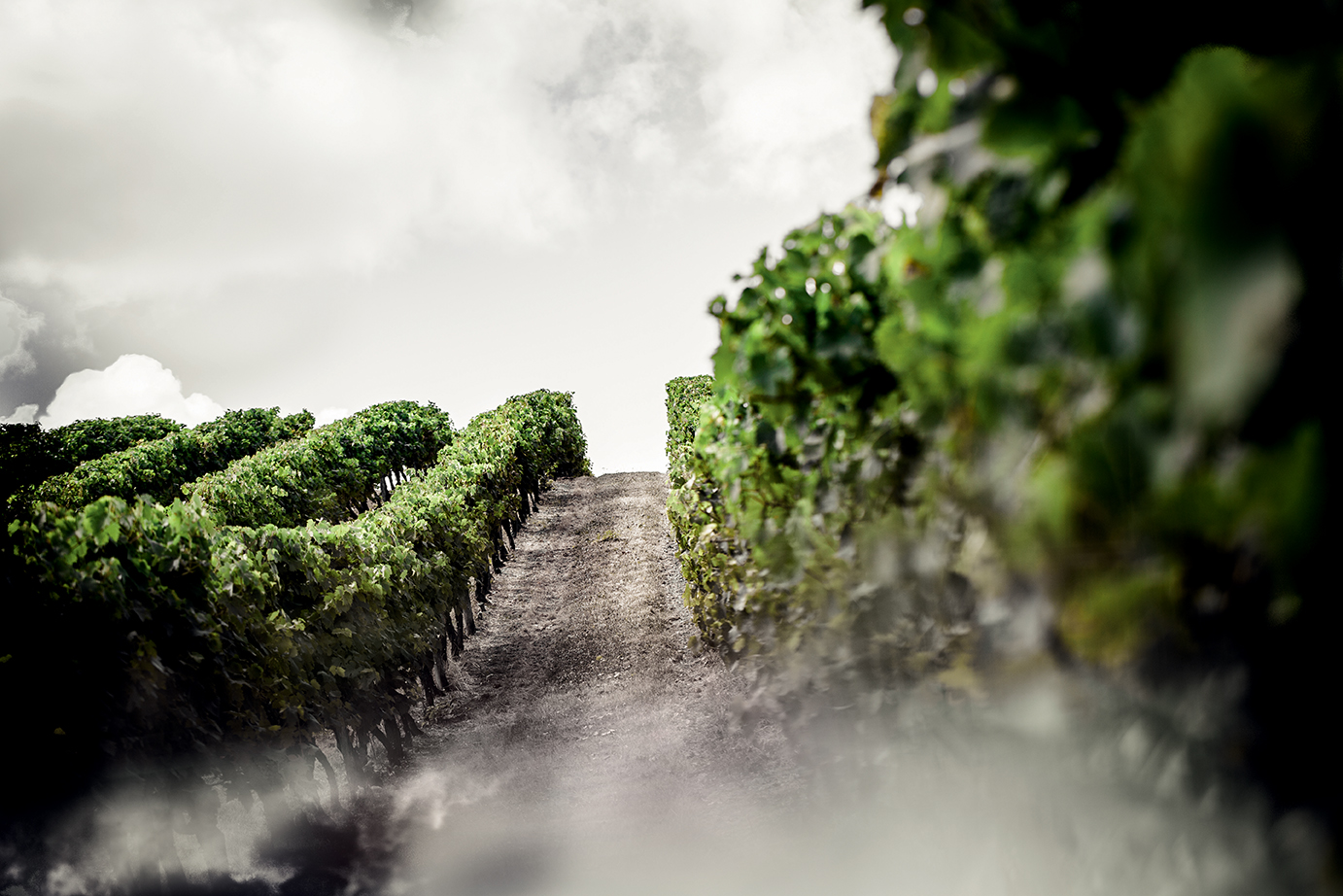
Weintraubenfeld in Grande Champagne für die Produktion von Louis XIII
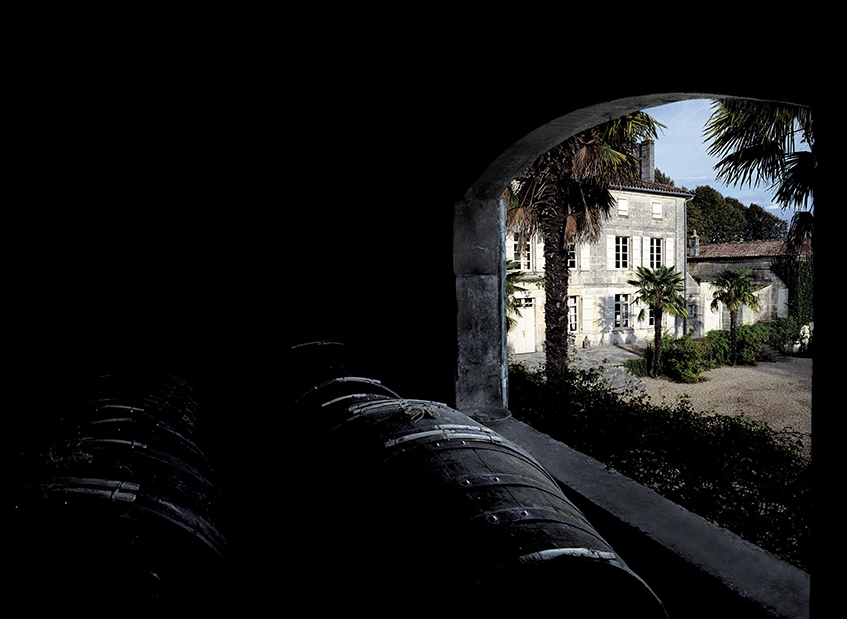
Domaine du Grollet

## Verpackung

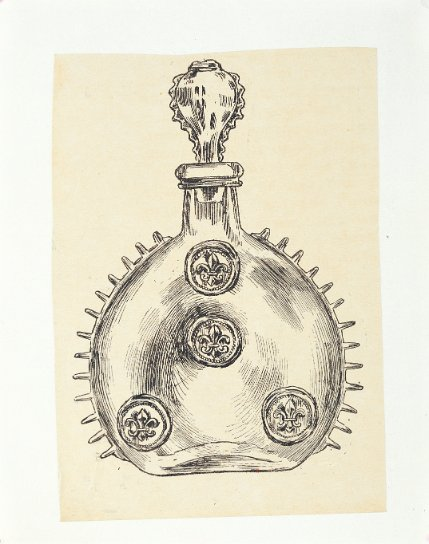
Zeichnung einer Louis-XIII-Karaffe auf der Grundlage eines Metallkolbens, der ursprünglich dem Schlachtfeld der Schlacht bei Jarnac entnommen wurde (1569)

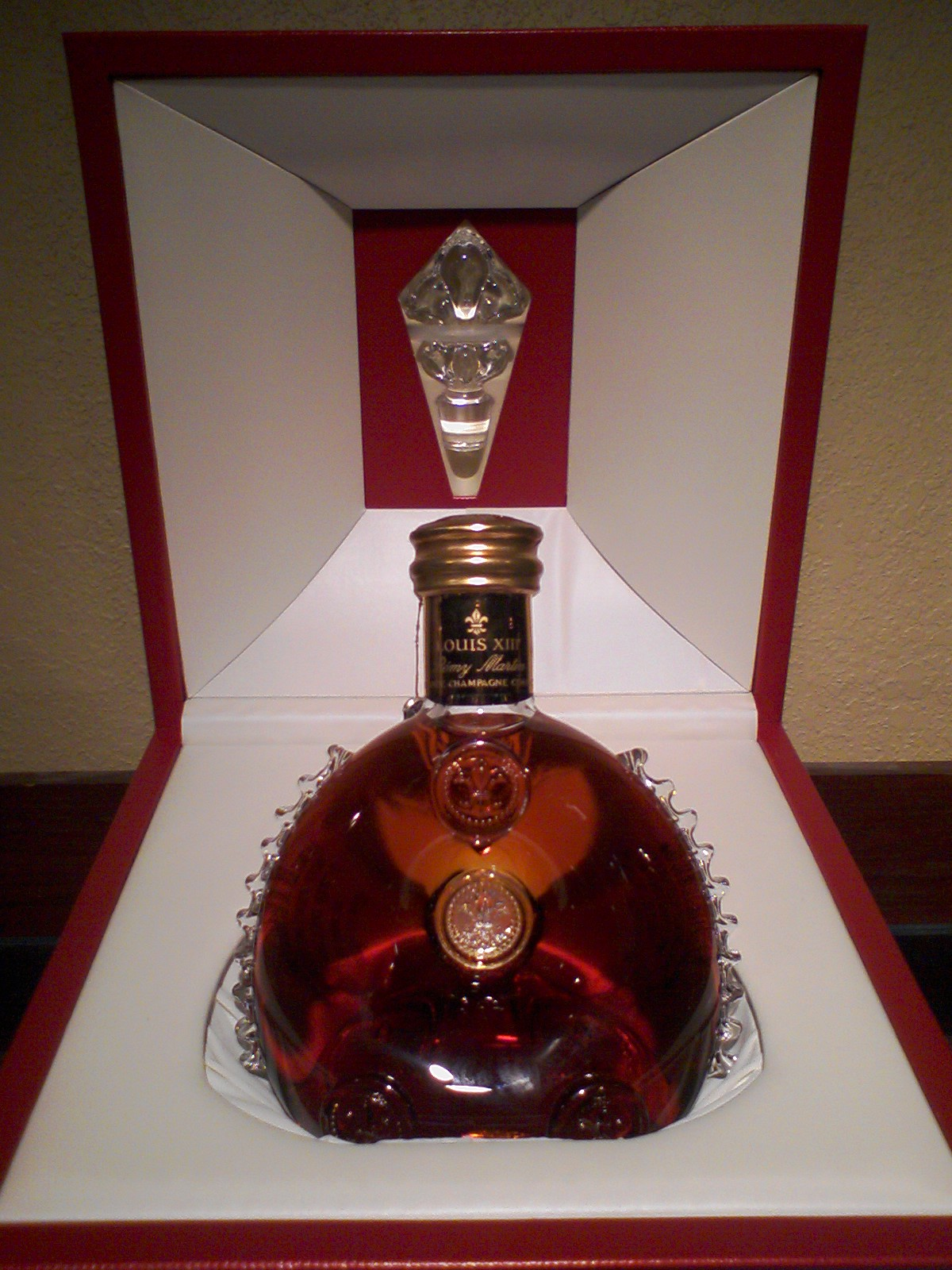
Ein Karaffe Ludwigs XIII in seiner Präsentationsbox

### Flaschendesign
Das Konzept für die Flasche Louis XIII entstand 1850, als Paul-Emile Rémy Martin auf einen Metallkolben stieß, der ursprünglich von der Stelle der Schlacht von Jarnac (1569) geborgen wurde. Er kaufte die Metallflasche und registrierte die Rechte für ihre Reproduktion. 1874, zu Ehren des 150-jährigen Bestehens des Hauses, entwarf er eine Glasreplik des Kolbens, um ihn als Gefäß für seinen besten Cognac zu verwenden. Heute wird jede Kristallkaraffe von französischen Kristallherstellern handgefertigt: Baccarat, Saint-Louis und Cristallerie de Sèvres.
Louis XIII wird in verschiedenen Größen abgefüllt: Classic (700 ml oder 750 ml [USA]), Magnum (1,5 L oder 1,75 L [USA]), Miniatur (50 ml), Jeroboam (3 L) und Mathusalem (6 L).

### Sammlereditionen

#### Rare Cask 42.6
Rare Cask 42.6 zeichnet sich durch seinen Alkoholgehalt von 42,6 % Vol. und nicht mit den erwarteten 40 % aus.

#### Rare Cask 43.8
Rare Cask 43,8 wurde aus einem einzigen Fass mit einem höheren Alkoholgehalt (43,8 % Vol.) hergestellt.

#### Black Pearl
Black Pearl wurde als Hommage an die Ursprünge Ludwigs XIII. geschaffen. Die Farbe des Kristalls wurde von der ursprünglichen Metallflasche inspiriert, die am Ort der Schlacht von Jarnac gefunden wurde.

#### Black Pearl Anniversary Edition
Black Pearl Anniversary Edition wurde geschaffen, um das 140-jährige Jubiläum der Marke zu feiern.

#### L’Odyssée d’un Roi
L'Odyssée d'un Roi wurde in Zusammenarbeit mit drei französischen Luxushäusern Hermès, Puiforcat und Saint-Louis veröffentlicht. Hermès schuf einen maßgeschneiderten Lederstamm, Puiforcat schmiedete eine Servierpipette aus Weißgold, und Saint-Louis blies und gravierte eine einzigartige Version der Flasche mit einer Karte von Ludwigs XIII Reise um die Welt von Hand. Nur drei wurden von Sotheby’s in New York, Hongkong und London versteigert, wobei der Erlös den Erhaltungsbemühungen der Film-foundation zugutekam.

#### Time Collection – The Origin – 1874
The Origin ist zu Ehren des ursprünglichen Dekanters benannt, der 1874 geschaffen wurde.

#### The Legacy
The Legacy ist eine direkte Zusammenarbeit zwischen vier Generationen von Kellermeistern. Jede Flasche wird im Magnum-Format angeboten und wird von den vier Kellermeistern einzeln signiert.

## Medienprojekte

### Film(100 Years)
Im November 2015 arbeitete Louis XIII mit dem Schauspieler John Malkovich und dem Regisseur Robert Rodriguez zusammen, um einen Film mit dem Titel 100 Years - The Movie You Will Never See zu erstellen, der erst im Jahr 2115 veröffentlicht wird und die 100 Jahre widerspiegelt, die es braucht, um Louis XIII Cognac endgültig reifen zu lassen.  Der Film befindet sich in einem Safe, der  in den Kellern von Louis XIII in Cognac, Frankreich, aufbewahrt wird und am 18. November 2115 automatisch eröffnet werden soll.

### Song
Im November 2017 schloss sich Louis XIII mit Pharrell Williams zusammen, um das Lied 100 Years - The Song We'll Only Hear If We Care zu komponieren, welches 2117 veröffentlicht werden soll. Der Song ist eine gemeinsame Anstrengung, die darauf abzielt, die Aufmerksamkeit auf Umweltfragen und die Unvorhersehbarkeit der Zukunft zu lenken. Pharrells Track wurde auf einer Scheibe aus Ton aus dem kalkhaltigen Boden von Cognac, Frankreich, aufgenommen und einmal für ein 100-köpfiges Publikum in Shanghai, China, gespielt. Die Scheibe wurde dann in einem speziell entwickelten Safe verschlossen, der sie vor Wasser von potenziell steigenden Gezeiten schützt, die die Tonscheibe auflösen würden.